# Уайдлер, Вирджиния
Вирджиния Анна Аделаид Уайдлер (англ. Virginia Anna Adelaide Weidler, 21 марта 1927, Eagle Rock, Калифорния — 1 июля 1968, Лос-Анджелес, Калифорния) — американская актриса.

## Биография
Родилась в Лос-Анджелесе в семье немецких иммигрантов. Её отец, Альфред Уайдлер (1886—1966), до переезда в США, был видным архитектором в Гамбурге, а мать, Маргарет Уайдлер (Маргарет Тереза Луиза Рэйдон; 1890—1987) была оперной певицей. На киноэкранах Уайдлер дебютировала в четырёхлетнем возрасте в драме «Предатель». Последующие годы её карьера набирала постепенно обороты, актриса снималась на студиях «Paramount Pictures» и «RKO», где у неё были роли в фильмах «Питер Иббетсон» (1935), «Загубленные в море» (1937) и «Девушка Салема» (1937).
Первый успех к ней пришёл в 1938 году, когда она перешла на студию «MGM» и появилась в картине «Любовь — это головная боль» с Микки Руни в главной роли. Далее студия стала предлагать актрисе другие крупные роли в таких фильмах как «Слишком рискованно» (1938), «Женщины» (1939), «Всё это и небо в придачу» (1940), «Филадельфийская история» (1940) и «Юнцы на Бродвее» (1941). В 1943 году, после появления в ряде провалившихся в прокате картин, Уайдлер завершила свою кинокарьеру. К тому времени семнадцатилетняя актриса сыграла более чем в сорока фильмах в компании с такими звёздами как Кэтрин Хепбёрн, Кларк Гейбл, Бетти Дейвис и Джуди Гарленд. В 1945 году она появилась на Бродвее, сыграв свою последнюю роль в пьесе «Жизнь полная богатства».
В 1947 году Уайдлер вышла замуж за Лайонела Криселя, от которого родила двух сыновей. После завершения карьеры она жила тихой уединённой жизнью в Лос-Анджелесе, не появляясь на публике и не давая интервью. Вирджиния Уайдлер скончалась от сердечного приступа летом 1968 года в возрасте 41 года.